# Carvalhópolis
Carvalhópolis is een gemeente in de Braziliaanse deelstaat Minas Gerais. De gemeente telt 3.380 inwoners (schatting 2009).

## Aangrenzende gemeenten
De gemeente grenst aan Machado, Poço Fundo en Turvolândia.